# Théorème de Lindemann-Weierstrass
Pour les articles homonymes, voir Théorème de Weierstrass.
En mathématiques, le théorème de Lindemann-Weierstrass établit que si des nombres algébriques α1, … , αn sont  linéairement indépendants sur le corps Q des nombres rationnels, alors leurs exponentielles eα1, … , eαn sont algébriquement indépendantes sur Q.
En d'autres termes, l'extension Q(eα1, … , eαn) de Q est transcendante de degré n.
Une formulation équivalente du théorème est la suivante : si α0, … , αn sont des nombres algébriques distincts alors eα0, … , eαn sont linéairement indépendants sur le corps Q des nombres algébriques, c'est-à-dire :
{\displaystyle a_{0}{\rm {e}}^{\alpha _{0}}+a_{1}{\rm {e}}^{\alpha _{1}}+\ldots +a_{n}{\rm {e}}^{\alpha _{n}}\neq 0}
pour tous nombres algébriques ai non tous nuls.
En 1882, ce théorème fut annoncé par Ferdinand von Lindemann à la fin de son article sur le cas particulier n = 1, et fut aussitôt démontré par Karl Weierstrass, qui diffusa son manuscrit mais différa jusqu'en 1885 sa publication,.

## Le casn= 1
En 1882, Lindemann avait esquissé la preuve du fait que pour tout nombre algébrique a non nul, le nombre ea est transcendant (ce qui redémontrait que e est transcendant et prouvait que π l'est aussi). C'est le cas n = 1 du théorème démontré par Weierstrass. 
En effet (avec la première formulation), 
- a est non nul équivaut à : l'ensemble {a} est linéairement libre sur Q, et
- ea est transcendant équivaut à : l'ensemble {ea} est algébriquement libre sur Q

En utilisant la seconde formulation, on peut le réécrire :
- a est non nul équivaut à : 0 et a sont distincts, et
- ea est transcendant équivaut à : e0 et ea sont linéairement indépendants sur Q.

## Conjecturep-adique
L'analogue p-adique du théorème de Lindemann-Weierstrass est la conjecture suivante : « soient [p un nombre premier et] β1, … , βn des nombres p-adiques algébriques [Q-linéairement indépendants et] appartenant au domaine de convergence de l'exponentielle p-adique expp. Alors les n nombres expp(β1), … , expp(βn) sont algébriquement indépendants sur Q. »